# Augustusburg i Falkenlust
Augustusburg i Falkenlust són palaus a la ciutat de Brühl, a l'estat de Rin del Nord-Westfàlia a Alemanya, molt a prop de la ciutat de Colònia. Són dos dels monuments més significatius dels estils barroc i rococó d'Alemanya. Van ser palaus dels prínceps-arquebisbes de Colònia durant el segle xviii. Des de 1984 estan inscrits com a monuments del Patrimoni de la Humanitat. Els arquitectes Johann Conrad Schlaun i François de Cuvilliés, per ordre de Climent August de Baviera de la Dinastia Wittelsbach varen ser construïts a principis del segle xviii, la magnífica escalinata va ser construïda per Johann Balthasar Neumann.